# Augustiner-Rekollekten
Die Augustiner-Rekollekten (lateinisch Ordo Augustinianorum Recollectorum, Ordenskürzel OAR) sind eine römisch-katholische Ordensgemeinschaft, die der Jurisdiktion eines Instituts des geweihten Lebens mit Sitz in Rom unterliegt.

## Geschichte
Die zu den Bettelorden gehörenden Augustiner-Rekollekten wurden 1588 als Zweig der Augustiner-Discalceaten in Spanien begründet; das Generalkapitel befand sich in Toledo. Die der Augustinusregel verpflichtete Gemeinschaft wurde 1912 vom Heiligen Stuhl als selbständiger Orden approbiert und gehört zu den vier zentralen augustinischen Orden. Der Sitz des Generalsuperiors befindet sich in Rom. Der Begriff Rekollekten (von lateinisch recollecti „die Versammelten“) bezeichnet Ordensgemeinschaften mit strenger Observanz, also Orden, die strenge Regeln befolgen.

## Organisation
Zu den Haupteinrichtungen des Ordens gehört der Sitz des Generalsuperiors, mit dem Generalprior, einem Ordensrat und der Kurie sowie einer Bildungseinrichtung. Das Generalshaus befindet sich seit 1959 in Rom; es beheimatet das Archiv mit allen historischen Unterlagen, die Verwaltung und die Personalabteilung. Das internationale Kollege St. Ildefonso und St. Thomas von Villanova wurde 1616 in der römischen Altstadt gegründet und bietet gleichzeitig einen Wohnbereich für die Studenten an. Die Studenten und Schüler werden hier auf den weiteren Studiengang an Universitäten sowie drei Instituten – dem Historischen Institut, dem Institut für Augustinologie und dem Geistlichen Institut – vorbereitet. Zum Orden der Augustiner-Rekollekten gehören auch mehrere Gemeinschaften der Augustinerinnen (Vita contemplativa) und Schwestern (Vita activa).

## Ordensprovinzen
Der Orden ist in acht Provinzen mit verschiedenen Gebieten unterteilt, die jedoch nicht geographisch zugeordnet sind; die Ordensprovinzen werden nach Heiligen des Augustinerordens benannt:
- Die Provinz St. Nikolaus von Tolentino wurde 1622 errichtet und hat Ordenshäuser in Spanien, Taiwan, England, Mexiko, Costa Rica, Vereinigte Staaten und Brasilien.
- Die Provinz Unserer Lieben Frau von Candelaria hat Einrichtungen in Kolumbien und Chile, sie wurde 1663 geschaffen.
- Die Provinz St. Thomas von Villanova wurde 1909 errichtet und umfasst Häuser in Spanien, Argentinien, Brasilien und Venezuela.
- Die Provinz St. Augustin wurde 1943 mit Ordenshäusern in den Vereinigten Staaten und Mexiko gegründet.
- Die Provinz St. Joseph besitzt Häuser und Einrichtungen in Spanien, Venezuela und Peru, sie wurde ebenfalls 1948 eingerichtet.
- Die Provinz St. Rita[1] wurde 1960 in Brasilien gegründet.
- Die Provinz Unserer Lieben Frau vom Trost wurde 1961 gegründet und umfasst Häuser in Spanien, Panama, Guatemala und der Dominikanischen Republik.
- Die Provinz St. Ezekiel Moreno ist die jüngste Provinz mit Häusern auf den Philippinen und wurde 1998 gegründet.

## Generalpriore
- Feliciano de Ocio (1944–1950)
- Eugenio Ayape (1950–1962)
- Angelus Almárcegui (1962–1968)
- José Javier Pipaón Monreal (1986–1998)
- Javier Desiderio Guerra Ayala (1998 – 10. November 2010)
- Miguel Miró Miró (2010–2022)
- Miguel Ángel Hernandéz Domínguez (seit 2022)

## Weitere Arbeitsgebiete
Zur Ordensgemeinschaft gehören 21 Bischöfe (Stand Mai 2022), die überwiegend ihre Tätigkeit in Missionsgebieten ausüben. Der Schwerpunkt der Missionsarbeit liegt in Brasilien, China, Kolumbien, Mexiko, Panama, Peru und in Sierra Leone (West-Afrika).
In Spanien unterstützt der Orden die internationale Caritaseinrichtung „Haren Alde“ (Baskisch: Zum Guten) mit Sitz in Madrid. „Haren Alde“ betreibt und unterstützt seit 1992 in Entwicklungsländern soziale und pädagogische Projekte.

## Bekannte Ordensmitglieder
- Laura Evangelista Alvarados Cardozo ARV (1875–1967) Selige, Ordensgründerin der Augustiner-Rekollektinnen des Herzen Jesu, Venezuela
- Nicholas Shi Jin Xian OAR (1921–2009), Bischof von Shangqui, China
- Arturo Salazar Mejía OAR (1921–2009), Bischof von Pasto, Kolumbien
- Jesús María Cizaurre Berdonces OAR (* 1952), Bischof von Bragança do Pará, Para, Brasilien
- José Luis Lacunza Maestrojuán OAR (* 1944), Kardinal, Bischof von David, Panama